# Ausa (řeka)
Ausa je malá řeka (říčka) pramenící v San Marinu, která protéká městy San Marino, Borgo Maggiore, Domagnano a Serravalle a italskou provincií Rimini. Ve městě Rimini řeka ústí do Jaderského moře.